# برایان هورنسبی
برایان هورنسبی (انگلیسی: Brian Hornsby؛ زادهٔ ۱۰ سپتامبر ۱۹۵۴) بازیکن فوتبال اهل بریتانیا است.
از باشگاه‌هایی که در آن بازی کرده‌است می‌توان به باشگاه فوتبال اسپالدینگ یونایتد، باشگاه فوتبال چسترفیلد، باشگاه فوتبال آرسنال، باشگاه فوتبال شروزبری تاون، باشگاه فوتبال شفیلد ونزدی، باشگاه فوتبال کارلایل یونایتد، و باشگاه فوتبال هولبیچ بونایتد اشاره کرد.